# 戸田博史
戸田 博史（とだ ひろし、1951年（昭和26年）9月12日 - ）は、駐ギリシャ特命全権大使。野村ホールディングス（野村證券）執行役副社長兼COO、執行役副会長を経て、2009年4月より顧問。

## 略歴
- 東京都出身。
- 1975年3月 - 慶應義塾大学経済学部卒業。
- 1975年4月 - 野村證券入社。
- 1991年 - ノムラバンクスイス社長
- 1993年 - 債券部長
- 1997年 - 取締役
- 2000年 - 専務
- 2003年 - 副社長・COO
- 2008年 - 副会長
- 2009年 - 顧問（現職）。
- 2010年 - 駐ギリシャ共和国特命全権大使着任。
  - 初の民間人ギリシャ大使で、丹羽宇一郎駐中国大使などともに民主党菅内閣による異例の抜てきとされる[1]。
- 2014年6月 - 郵船ロジスティクス株式会社社外取締役
- 2014年 - UBS証券株式会社投資銀行部門特別顧問[2]

## その他公職
- 外国為替等審議会「円の国際化専門部会」委員（財務省）

## 人物
- 野村證券時代は2年間のニューヨーク留学、8年間のロンドン駐在、2年間のスイス駐在を経験するなど国際畑が長い[3]。
- 古賀信行社長、稲野和利副社長の3人と共に野村證券における「トロイカ体制」として経営の中枢を担ってきた。
- 野村證券における時期社長人事について、ポスト氏家純一は戸田博史専務と稲野和利専務が横一線のレースを展開と報じられた[4]。

## 発言・行動
- 2010年の毎日新聞のインタビューにて、ギリシャの金融危機への対応について、「アイルランド危機は建設バブルの崩壊だが、ギリシャは国の構造の問題なので、解決しやすい」と財政赤字への解決に全力を挙げる姿勢を強調した[5]。
- 外務省は外交青書において、「大使が一時帰国する際には積極的に地方自治体を訪問する」などとしているが、戸田氏は、2回の一時帰国時に地方出張をしていないことが明らかになった。玄葉外相は「残念な思いがする」と述べている[6]。